# Seifuku ga Jama o Suru
"Seifuku ga Jama o Suru" (制服が邪魔をする) é o 2º single major (4º no total) da girl group japonesa AKB48, sendo o segundo pela DefStar Records. Foi lançado em 31 de Janeiro de 2007 e para este single, conta com apenas 14 membros do "Senbatsu".

## Produção e Recepção
"Seifuku ga Jama o Suru" chamou a atenção do público com seu videoclipe controverso, que é uma visualização literal da letra da música, que insinua um pouco o assunto do Enjo Kosai. O videoclipe foi filmado em Shibuya, um bairro movimentado em Tóquio.
Como muitas edições limitadas do "Aitakatta" não foram vendidas, as edições limitadas de "Seifuku ga Jama wo Suru" foram produzidas em menor quantidade, tornando-se um dos mais raros. O single ficou cinco semanas no top 200, chegando até a sétima posição, o recorde para a AKB48.
Já "Virgin Love", sua coupling song, possui uma das letras mais eróticas do 48G.